# Aussig-Teplitzer Eisenbahn

Das Streckennetz der A.T.E.

Die k.k. privilegierte Aussig-Teplitzer Eisenbahn (A.T.E.), ab 1919 offiziell tschechisch: Ústecko-teplická dráha (ÚTD) war eine private Eisenbahngesellschaft in Österreich und dessen Nachfolgestaat Tschechoslowakei, deren Strecken im heutigen Tschechien lagen.

## Geschichte

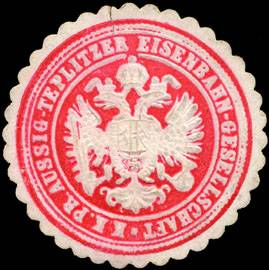
Siegelmarke Aussig-Teplitzer Eisenbahn-Gesellschaft

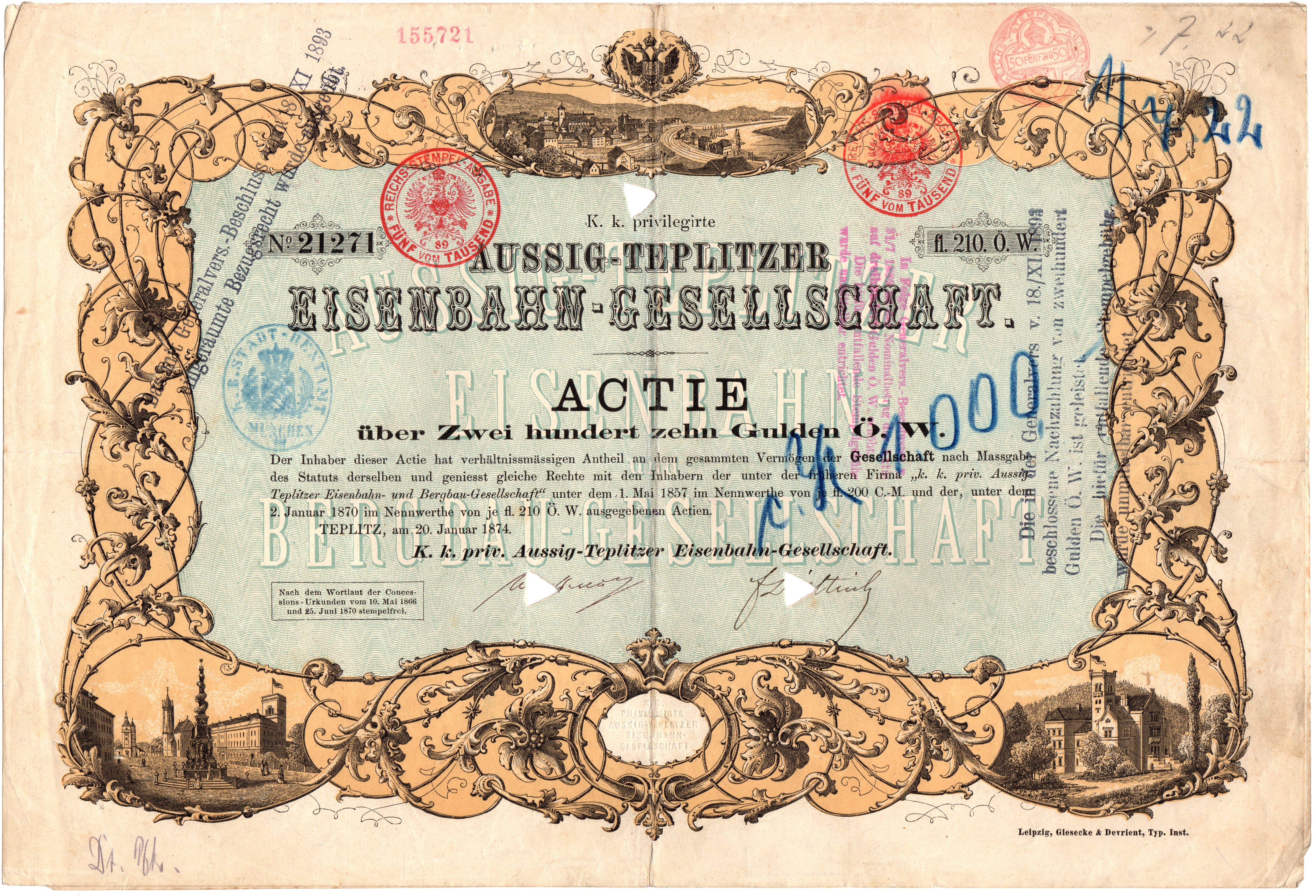
Aktie über 210 Gulden der Aussig-Teplitzer Eisenbahn-Gesellschaft vom 20. Januar 1874

Zur Abfuhr der im Nordböhmischen Becken um Teplitz geförderten Braunkohle zum Elbhafen Aussig entstand im Jahre 1858 die erste Eisenbahnstrecke dieser Gesellschaft. Zügig wurde der weitere Streckenausbau in Richtung Komotau fortgesetzt, um auch die Kohlegruben um Dux und Brüx anzuschließen. Am 8. Oktober 1870 erfolgte der Anschluss zur Buschtěhrader Eisenbahn in Komotau. In den folgenden Jahren entwickelte sich die 69 km lange Strecke Aussig–Komotau zur am stärksten belasteten Eisenbahnstrecke in Österreich-Ungarn. Als Ergänzung wurde im Jahre 1874 die Strecke Bilin/Dux–Türmitz im Bielatal eröffnet, um die Hauptstrecke zwischen Dux und Aussig zu entlasten.
Ab 1883 stand die Gesellschaft im Einflussbereich des Stahlmagnaten Karl Wittgenstein und dessen Prager Eisenindustrie-Gesellschaft, als dieser in den Verwaltungsrat gewählt wurde. Die Gesellschaft erschloss neben Kohlengruben auch das Walzwerk in Teplitz, welches den Aufstieg Wittgensteins begründete.
Als weitere Strecke der A.T.E. entstand schließlich in den Jahren 1897–1900 die Nordböhmische Transversalbahn Teplitz–Reichenberg. Diese ungünstig trassierte Linie erfüllte allerdings nicht die Erwartungen. Vor allem die starken Neigungen und engen Radien im Böhmischen Mittelgebirge und auch bei der Überquerung des Jeschkenkamms führten dazu, dass keine langen und schweren Züge befördert werden konnten.
Zum 1. Januar 1923 wurde die Aussig-Teplitzer Eisenbahn als eine der letzten großen Privatbahnen Böhmens verstaatlicht. Die Fahrzeuge und Strecken wurden ins Eigentum der Tschechoslowakischen Staatsbahnen ČSD überführt.
Während die Strecke Aussig–Komotau ihre Bedeutung bis heute behalten hat, verlor die Lokalbahn Teplitz–Reichenberg in den 1930er Jahren ihren Durchgangsverkehr. Die vorher über diese Strecke geführten Züge zwischen Eger und Reichenberg verkehren seitdem über den Knoten Tetschen und benutzen nur noch zwischen Böhmisch Leipa und Reichenberg die Strecke der Nordböhmischen Transversalbahn.

## Strecken
Das Streckennetz der Aussig-Teplitzer Eisenbahn hatte eine Länge von 250,231 Kilometer und gliederte sich in fünf selbständige Strecken und vier Verbindungsbahnen. Darüber hinaus bestanden insgesamt 188 Schleppbahnen zu den Kohlenschächten und Industriewerken, deren Streckenlänge zusammen 81,2 Kilometer betrug.
Hauptbahnen (Altes Netz)
- Aussig–Komotau: 64,971 km
- Dux–Schwaz/Kuttowitz: 4,965 km
- Türmitz–Bilin: 26,136 km
- Aussig–Aussig Landungsplatz und Aussig–Aussig Elbehafen: 5,080 km

Lokalbahn (Ergänzungsnetz)
- Settenz–Reichenberg: 142,831 km

Verbindungsbahnen
- Czalositz–Czernosek ÖNWB: 0,840 km
- Auscha–Auscha L.G.W.A.: 0,387 km
- Zweigbahn zum Bahnhof Niemes: 3,047 km
- Zweigbahn zum Bahnhof Reichenberg: 1,974 km

## Für Rechnung der Eigentümer betriebene Linien
- Rakonitz–Protivín (von 1. Jänner 1877 bis 28. Februar 1877)
- Sandbahn der Brucher Kohlenwerke (ab 1912)

## Lokomotiven
| Lokomotiven der Aussig-Teplitzer Eisenbahn-Gesellschaft | Lokomotiven der Aussig-Teplitzer Eisenbahn-Gesellschaft | Lokomotiven der Aussig-Teplitzer Eisenbahn-Gesellschaft | Lokomotiven der Aussig-Teplitzer Eisenbahn-Gesellschaft | Lokomotiven der Aussig-Teplitzer Eisenbahn-Gesellschaft | Lokomotiven der Aussig-Teplitzer Eisenbahn-Gesellschaft | Lokomotiven der Aussig-Teplitzer Eisenbahn-Gesellschaft | Lokomotiven der Aussig-Teplitzer Eisenbahn-Gesellschaft | Lokomotiven der Aussig-Teplitzer Eisenbahn-Gesellschaft |
| ------------------------------------------------------- | ------------------------------------------------------- | ------------------------------------------------------- | ------------------------------------------------------- | ------------------------------------------------------- | ------------------------------------------------------- | ------------------------------------------------------- | ------------------------------------------------------- | ------------------------------------------------------- |
| Reihe                                                   | ATE-Nr.                                                 | Anzahl                                                  | Hersteller                                              | Baujahre                                                | Achsformel                                              | ČSD-Nr.                                                 | DR-Nr.                                                  | Bild                                                    |
| Ia                                                      | 1–4 (alt) 1–2 (neu)                                     | 4                                                       | Borsig                                                  | 1858                                                    | 1B                                                      | 220.101–102                                             | -                                                       |                                                         |
| Ib                                                      | 3–5, 70–73                                              | 7                                                       | Wiener Neustadt                                         | 1887/97                                                 | 2'B                                                     | 253.201–207                                             | -                                                       |                                                         |
| Ic                                                      | 99–100, 140–141                                         | 4                                                       | StEG                                                    | 1900                                                    | 2C-n2v                                                  | 344.501–504                                             | k. A.                                                   |                                                         |
| Id                                                      | 145 146                                                 | 1                                                       | StEG                                                    | 1902                                                    | 1C-n2 1C-n3v / 1C-n2                                    | 334.401 / 344.337 334.402 / 344.338                     | 54 537 54 538                                           |                                                         |
| Ie                                                      | 147–148 (alt) 211–220 (neu)                             | 10                                                      | Erste Böhmisch-Mährische Maschinenfabrik                | 1908–1914                                               | 1'C-h2                                                  | 344.601–610                                             | k. A.                                                   |                                                         |
| If                                                      | 150–152                                                 | 3                                                       | Wiener Neustadt                                         | 1906                                                    | 1'C1'-h2                                                | 354.801–803                                             | 35 401–403                                              |                                                         |
| IIa, IIb                                                | 4–16, 24–36 (alt) 26–59, 63–65 (neu)                    | 37                                                      | Borsig, Sigl, Hartmann, Wiener Neustadt                 | 1859–1884                                               | C-n2                                                    | 302.101–136                                             | -                                                       |                                                         |
| IIIa                                                    | 17–25                                                   | 9                                                       | Hartmann                                                | 1869–1874                                               | C-n2                                                    | 322.301–309                                             | -                                                       |                                                         |
| IIIb                                                    | 9–16, 81–98                                             | 26                                                      | Wiener Neustadt                                         | 1889–1894                                               | C-n2                                                    | 322.401–425                                             | 53 7401–7413                                            |                                                         |
| IVa                                                     | 60–62, 66–69                                            | 7                                                       | Hartmann, Wiener Neustadt                               | 1882/1888                                               | D-n2                                                    | 402.201–207                                             | 55 7111–7117                                            |                                                         |
| IVb                                                     | 101–110                                                 | 10                                                      | Wiener Neustadt, Floridsdorf                            | 1897                                                    | D-n2                                                    | 412.101–110                                             | -                                                       |                                                         |
| IVc                                                     | 111–132                                                 | 22                                                      | Wiener Neustadt                                         | 1899–1910                                               | D-n2                                                    | 413.201–222                                             | 55 6001–6022                                            |                                                         |
| X                                                       | 6–7                                                     | 2                                                       | Wiener Neustadt                                         | 1899                                                    | B-n2t                                                   | 200.101                                                 | -                                                       |                                                         |
| Xa                                                      | 8                                                       | 1                                                       | Krauss/München                                          | 1870                                                    | B-n2t                                                   | -                                                       | -                                                       |                                                         |
| GBK                                                     | 001–003                                                 | 3                                                       | Erste Böhmisch-Mährische Maschinenfabrik                | 1912/1914                                               | E-n2t                                                   | 514.101–103                                             | –                                                       |                                                         |